# Mazda CX-4
Le CX-4 est un SUV produit par le constructeur automobile japonais Mazda depuis mi-2016 uniquement pour la Chine. Fabriqué par la coentreprise FAW-Mazda, il repose sur la plateforme technique de la Mazda 3.

## Histoire
Le véhicule de série est préfiguré par le show car Mazda Koeru. Le modèle de série est présenté officiellement quelques mois plus tard au salon de Pékin 2016.
Il est restylé en 2020.

## Galerie

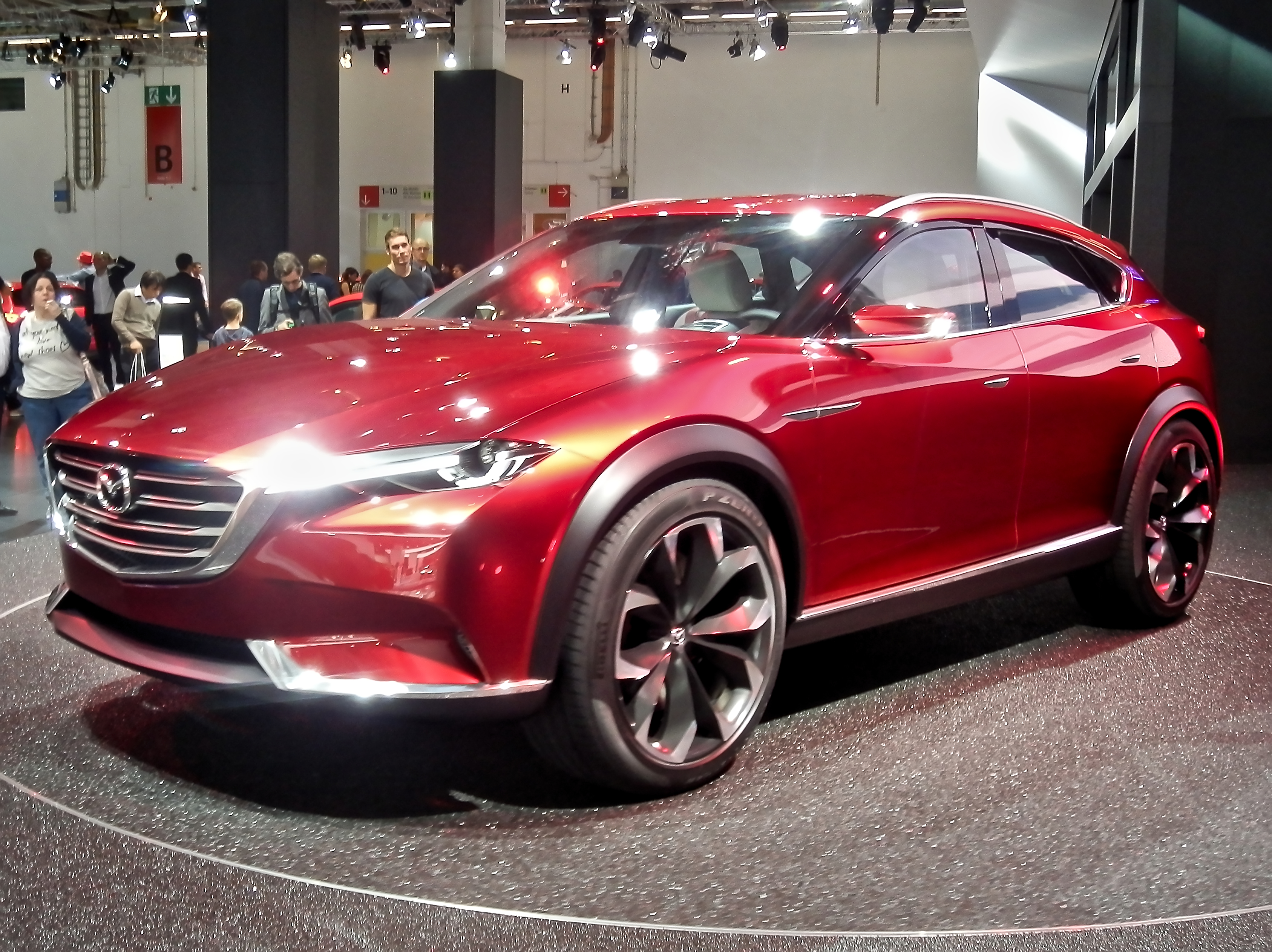
Mazda Koeru Concept
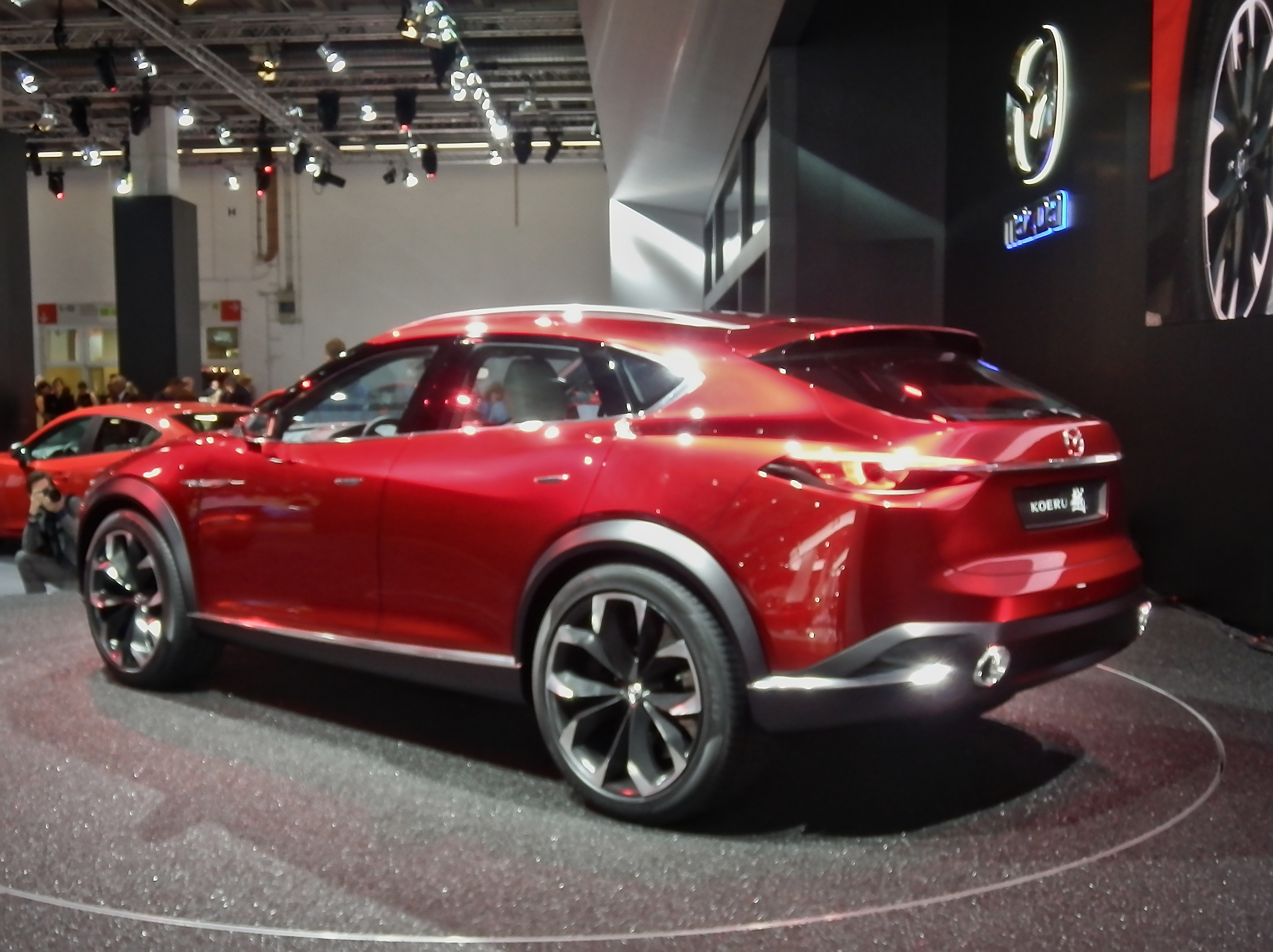
Mazda Koeru Concept
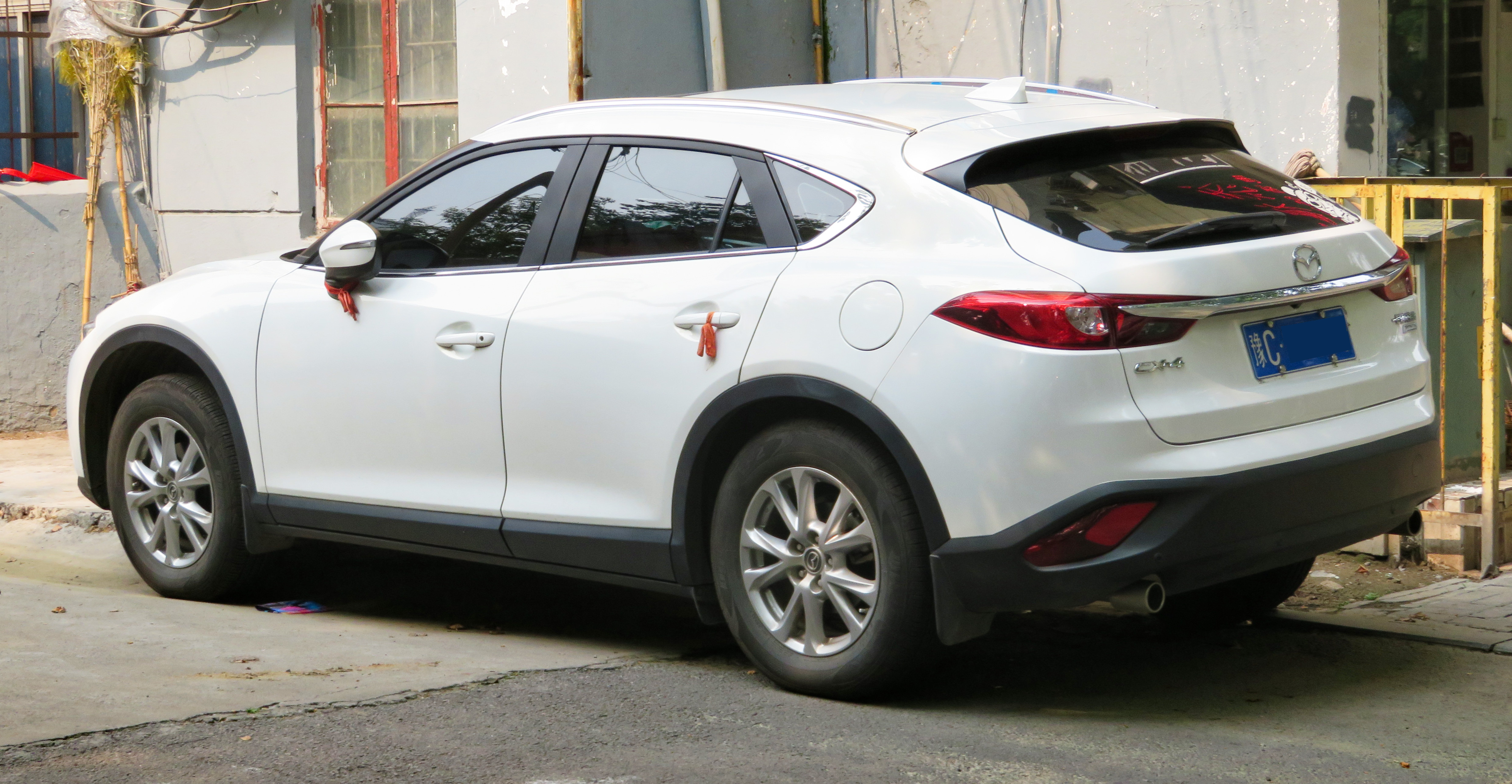
Mazda CX-4 phase 1
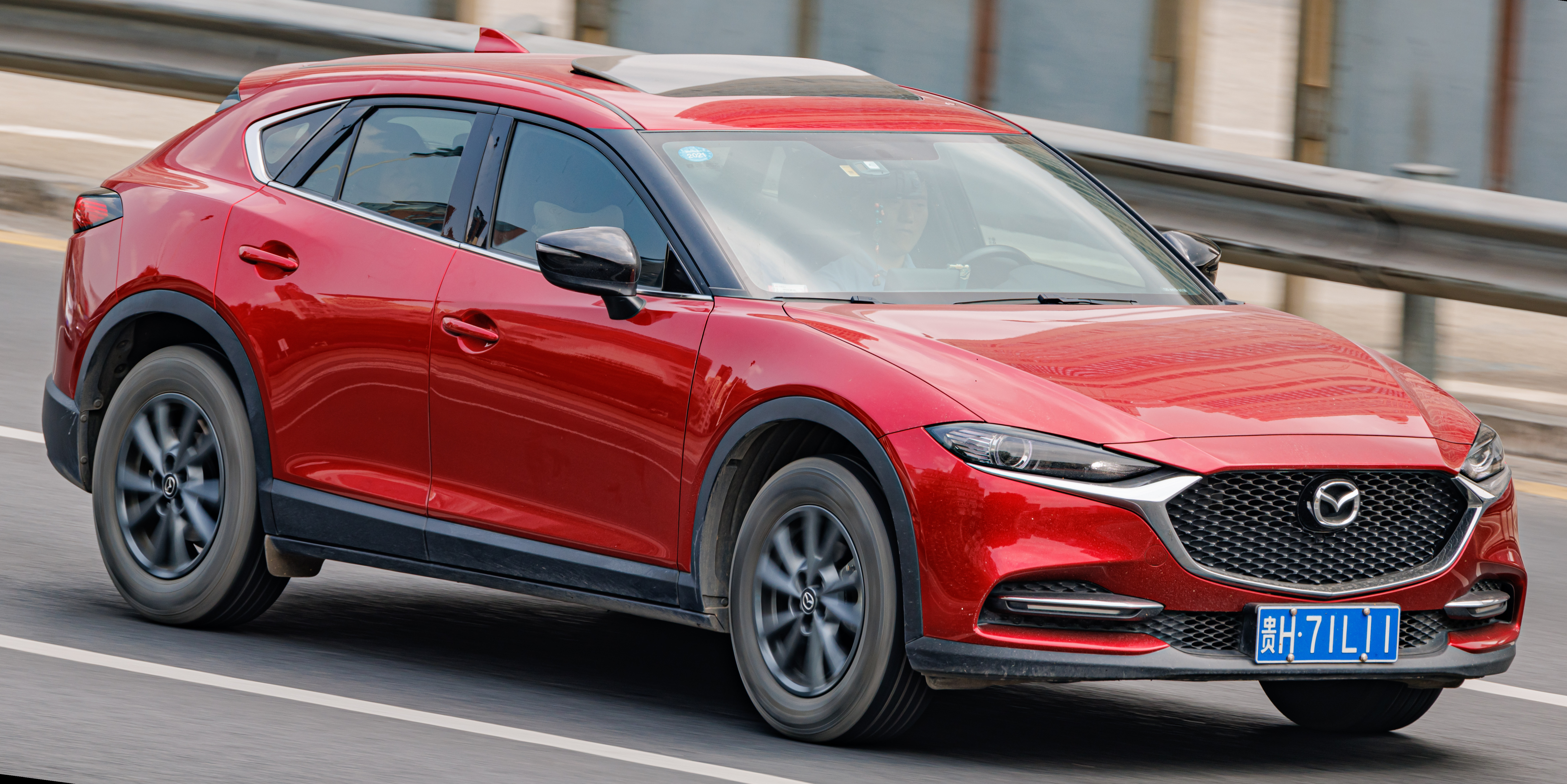
Mazda CX-4 phase 2
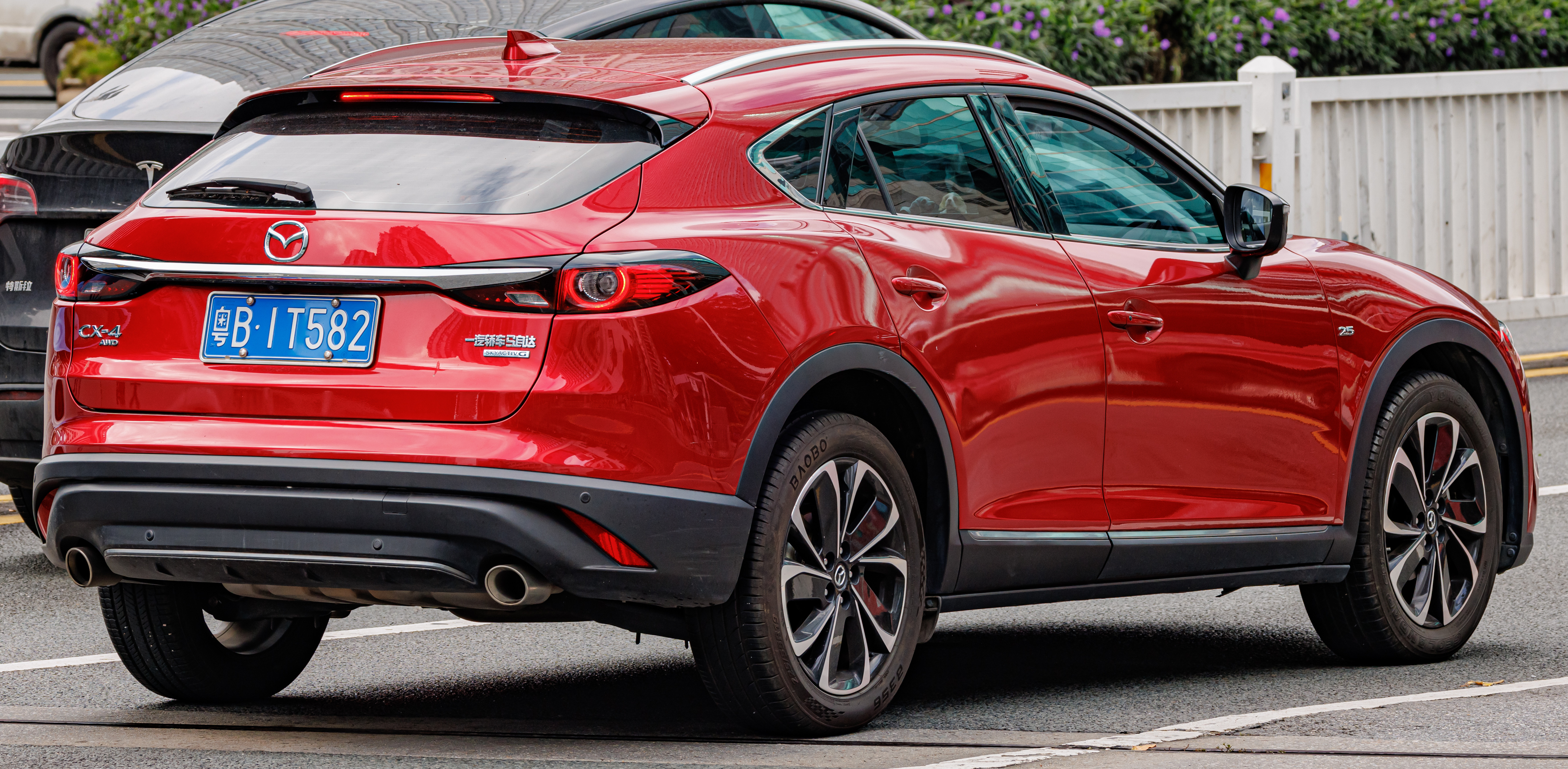
Mazda CX-4 phase 2